# Gliese 773.6
Gliese 773.6 is een oranje dwerg met een spectraalklasse van K4.V. De ster bevindt zich 68,18 lichtjaar van de zon.